# Politopo cíclico
En matemáticas, un politopo cíclico, denotado como C(n,d), es un tipo de politopo convexo formado como la envolvente convexa de n puntos distintos de una curva normal racional en Rd, donde n es mayor que d. Estos politopos fueron estudiados por Constantin Carathéodory, David Gale, Theodore Motzkin, Victor Klee y otros. Desempeñan un papel importante en la combinatoria poliédrica: según el teorema del límite superior, demostrado por Peter McMullen y Richard Stanley, el límite Δ(n,d) del politopo cíclico C (n,d) maximiza el número fi de caras de dimensión i entre todos las esferas simpliciales de dimensión d − 1 con n vértices.

## Definición
La curva de momentos en {\displaystyle \mathbb {R} ^{d}} está definida por
{\displaystyle \mathbf {x} :\mathbb {R} \rightarrow \mathbb {R} ^{d},\mathbf {x} (t):={\begin{bmatrix}t,t^{2},\ldots ,t^{d}\end{bmatrix}}^{T}}.
El politopo cíclico de dimensión {\displaystyle d} con {\displaystyle n} vértices es la envolvente convexa
{\displaystyle C(n,d):=\mathbf {conv} \{\mathbf {x} (t_{1}),\mathbf {x} (t_{2}),\ldots ,\mathbf {x} (t_{n})\}}
de {\displaystyle n>d\geq 2} distintos puntos {\displaystyle \mathbf {x} (t_{i})} con {\displaystyle t_{1}<t_{2}<\ldots <t_{n}} en la curva de momentos.
La estructura combinatoria de este politopo es independiente de los puntos elegidos, y el politopo resultante tiene dimensión d y n vértices. Su límite es un politopo simplicial (d − 1)-dimensional denotado Δ(n,d).

## Condición de uniformidad de Gale
La condición de uniformidad de Gale proporciona una condición necesaria y suficiente para determinar una cara en un politopo cíclico.
Sea {\displaystyle T:=\{t_{1},t_{2},\ldots ,t_{n}\}}. Entonces, si y solo si un subconjunto {\displaystyle d} {\displaystyle T_{d}\subseteq T} forma una faceta de {\displaystyle C(n,d)}. Dos elementos cualquiera en {\displaystyle T\setminus T_{d}} están separados por un número par de elementos de {\displaystyle T_{d}} en la secuencia {\displaystyle (t_{1},t_{2},\ldots ,t_{n})}.

## Politopos vecinos
Los politopos cíclicos son ejemplos de politopos vecinos, ya que cada conjunto de como máximo d/2 vértices forma una cara. Fueron los primeros politopos vecinos conocidos, y Theodore Motzkin conjeturó que todos los politopos vecinos son combinatoriamente equivalentes a los politopos cíclicos, pero ahora se sabe que esto es falso.

## Número de caras
El número de caras de dimensión i del politopo cíclico Δ(n,d) viene dado por la fórmula
{\displaystyle f_{i}(\Delta (n,d))={\binom {n}{i+1}}\quad {\textrm {for}}\quad 0\leq i<\left\lfloor {\frac {d}{2}}\right\rfloor }
y {\displaystyle (f_{0},\ldots ,f_{\left\lfloor {\frac {d}{2}}\right\rfloor -1})} determinan completamente {\displaystyle (f_{\left\lfloor {\frac {d}{2}}\right\rfloor },\ldots ,f_{d-1})} a través de las ecuaciones de Dehn-Sommerville.

## Teorema del límite superior
El teorema del límite superior establece que los politopos cíclicos tienen el máximo número posible de caras para una determinada dimensión y número de vértices: si Δ es una esfera simplicial de dimensión d − 1 con n vértices, entonces
{\displaystyle f_{i}(\Delta )\leq f_{i}(\Delta (n,d))\quad {\textrm {for}}\quad i=0,1,\ldots ,d-1.}
La conjetura del límite superior para los politopos simpliciales fue propuesta por Theodore Motzkin en 1957 y probada por Peter McMullen en 1970. Victor Klee sugirió que la misma declaración debería ser válida para todas las esferas simpliciales y esto fue establecido en 1975 por Richard P. Stanley utilizando la noción del anillo de Stanley-Reisner y métodos homológicos.